# Gelber Wandschrofen
Der Gelbe Wandschrofen ist eine Wanderhebung mit (1408 m ü. NHN) Höhe in den Ammergauer Alpen auf dem Gebiet der Gemeinde Schwangau. Er erhebt sich markant aus der Nordflanke des Tegelbergs. Über den Gelben Wandschrofen führt der Klettersteig Tegelbergsteig.